# Liste de peintres polonais
Voici une liste de peintres polonais.
- Haut – A
- B
- C
- D
- E
- F
- G
- H
- I
- J
- K
- L
- M
- N
- O
- P
- Q
- R
- S
- T
- U
- V
- W
- X
- Y
- Z

## A
- Bronisław Abramowicz
- Piotr Abraszewski (en) (1905–1996)
- Julia Acker (1898–1942)
- Alicia Adams
- Jankel Adler
- Tadeusz Ajdukiewicz
- Zygmunt Ajdukiewicz
- Kazimierz Alchimowicz
- Zygmunt Andrychiewicz (en) (1861–1943)
- Włodzimierz Antkowiak (en) (1946-)
- Georges Ascher
- Zofia Atteslander (en) (1874–c. 1928)
- Aleksander Augustynowicz (en) (1865–1944)
- Théodor Axentowicz

## B
- Stefan Bakałowicz
- Władysław Bakałowicz
- Aleksander Balos
- Balthus
- Pierre-Édouard Bara
- Tadeusz Baranowski (artiste)
- Henoch Barczyński (en) (1896–1941)
- Andrzej Marian Bartczak (en) (1945-)
- Jack Beder
- Adolf Behrman
- Zdzisław Beksiński
- Ludomir Benedyktowicz (1844–1926)
- Stanisław Bergman (en) (1862–1930)
- Henryk Berlewi
- Aron Haber Beron
- Jan Betley (en) (1908–1980)
- Dora Bianka
- Boleslas Biegas
- Alina Biernacka
- Seweryn Bieszczad
- Anna Bilińska-Bohdanowicz
- Izaak van den Blocke
- Maurice Blond
- André Blondel (peintre)
- Bruno Bobak
- Krzysztof Boguszewski (en) (-1635)
- Jan Bohuszewicz (en) (1878–1935)
- Stanisław Bohusz-Siestrzeńcewicz (painter) (en) (1869–1927)
- Olga Boznańska
- Konstanty Brandel
- Jerzy Adam Brandhuber
- Józef Brandt
- Chrystian Breslauer (en) (1802–1882)
- Antoni Brodowski
- Józef Brodowski the Elder (en) (c. 1775/81–1853)
- Józef Brodowski the Younger (en) (1828–1900)
- Tadeusz Brodowski
- Zyg Brunner
- Feliks Brzozowski (en) (1836–1892)
- Tadeusz Brzozowski (painter) (en) (1918–1987)
- Teodor Buchholz (en) (1857–1942)
- Maxim Bugzester (en) (1909–1978)
- Bolesław Buyko
- Michał Bylina

## C
- Esther Carp
- Isaac Celnikier
- Józef Cempla (en)  (1918–2004)
- Jan Chełmiński
- Józef Chełmoński  (1849–1905)
- Wanda Chełmońska
- Józef Chełmoński
- Maximilian Cercha (en)  (1818–1907)
- Stanisław Chlebowski
- Daniel Chodowiecki  (1726–1801)
- Ferdinand Chotomski
- Bronisław Chromy
- Leon Chwistek
- Jan Ciągliński  (1858–1913)
- Ewa Ciepielewska (en)  (1960-)
- Ladislas Ciesielski
- Henryk Cieszkowski (en)  (1835–1895)
- Zdzisław Cyankiewicz
- Florian Cynk
- Władysław Czachorski (en)  (1850–1911)
- Józef Czajkowski (en)  (1872–1947)
- Marian Czapla (en)  (1946–2016)
- Józef Czapski
- Szymon Czechowicz
- Jan Bolesław Czedekowski
- Tytus Czyżewski
- Zefiryn Ćwikliński (en)  (1871–1930)

## D
- Ewa Dabrowska
- Eugeniusz Dąbrowa-Dąbrowski
- Auguste Joseph Desarnod (fils)
- Zbigniew Dłubak
- Odo Dobrowolski (en) (1883–1917)
- Tommaso Dolabella (en) (1570–1650)
- Kasia Domanska (en) (1972-)
- Tadeusz Dominik (en) (1928–2014)
- Tadeusz Dowgird (en) (1852–1919)
- Luna Drexlerówna
- Xawery Dunikowski

## E
- Alfred Eberling
- Eugène Ebiche
- Stasys Eidrigevičius
- Stanisław Eleszkiewicz
- Erwin Elster (en) (1887–1977)

## F
- Erazm Fabijański (en) (1826–1892)
- Stanislas Ignace Fabijański (1865–1947)
- François Faliński
- Julian Fałat
- Wojciech Fangor
- Stefan Filipkiewicz (en) (1879–1944)
- Boris Borvine Frenkel
- Stanisław Frenkiel (en) (1918–2001)
- Tadeusz Fuss-Kaden (en) (1914–1985)

## G
- David Garfinkiel
- Ewa Gargulinska (en) (1941-)
- Maria Gażycz
- Bronisław Gembarzewski
- Ignacy Gepner (en) (1802–1867)
- Wojciech Gerson
- Adam Gerżabek (en) (1898–1965)
- Magda Gessler (1953-)
- Stefan Gierowski (en) (1925–2022)
- Aleksander Gierymski
- Maksymilian Gierymski (1846–1874)
- Thomas Gleb
- Joanna Gleich
- Krzysztof Gliszczyński (en) (1962-)
- Adrian Głębocki (en) (1833–1905)
- Jan Népomucène Głowacki
- Georges Goldkorn
- Izabella Godlewska (en) (1931–2018)
- Chaim Goldberg (en) (1917–2004)
- Michał Gorstkin-Wywiórski (en) (1861–1926)
- Henryk Gotlib
- Marcin Gottlieb
- Maurycy Gottlieb
- Tadeusz Górecki
- Janusz Grabiański
- Stanisław Grocholski (en) (1865–1932)
- Artur Grottger
- Nathan Grunsweigh
- Aleksander Gryglewski (en) (1833–1879)
- Nathan Gutman
- Gustaw Gwozdecki

## H
- Rafał Hadziewicz
- Alice Halicka
- Roman Halter
- Władysław Hasior
- Zygmunt Haupt
- Henri Hayden
- Alexandre Heimovits
- Karol Hiller
- Zdzisław Otello Horodecki

## I
- Napoleon Iłłakowicz (en) (1811–1861)
- Marian Iwańciów (en) (1906–1971)

## J
- Izydor Jabłoński (en) (1865–1905)
- Władysław Jahl
- Charles-Boris de Jankowski
- Bronisława Janowska
- Janusz Janowski
- Witold Januszewski
- Maria Jarema
- Władysław Jarocki
- Roman Jarosz
- Félix Stanislas Jasinski
- Zdzisław Jasiński (en) (1863–1932)
- Renata Jaworska (en) (1979-)
- Elisabeth Jerichau-Baumann
- Paweł Jocz
- Danuta Joppek
- Rudolf Joukovski
- Stanislav Joukovski
- Henryk Józewski
- Krzysztof Jung
- Ewa Juszkiewicz (en) (1984-)

## K
- Joanna Kaiser
- Jan Kaja (en) (1957-)
- Tana Kaleya
- Kali (peintre)
- Michał Kamieński (artiste)
- Stanisław Kamocki (en) (1875–1944)
- Raymond Kanelba
- Jan Ksawery Kaniewski
- Tadeusz Kantor
- Serge Kantorowicz
- Leon Kapliński
- Stanisława de Karłowska (1876–1952)
- Alfons Karpiński (en) (1875–1961)
- Katarzyna Karpowicz (en) (1985-)
- Antoni Karwowski
- Kas (dessinateur)
- Marian Kasperczyk
- Wincenty Kasprzycki (1802–1849)
- Léon Kamir Kaufmann
- Eugeniusz Kazimirowski
- Apoloniusz Kędzierski (en) (1861–1939)
- Bronisław Kierzkowski
- Tadeusz Kijański
- Moïse Kisling
- Marcin Kitz (en) (1891–1943)
- Ryszard Kiwerski
- Ludwik Klimek
- Baladine Klossowska
- Erich Klossowski
- Józef Klukowski
- Marcin Kober (c. 1550–c. 1598)
- Dorota Kobiela
- Roman Kochanowski (en) (1857–1945)
- Aleksander Kokular
- Arthur Kolnik
- Janina Konarska
- Marian Konarski
- Ludwik Konarzewski (en) (1885–1954)
- Ludwik Konarzewski (junior) (en) (1918–1989)
- Barbara Konstan
- Bogdan Korczowski
- Jerzy Kossak (en) (1886–1955)
- Juliusz Kossak
- Wojciech Kossak
- Franciszek Kostrzewski (en) (1826–1911)
- Mieczysław Kościelniak (en) (1912–1993)
- Wilhelm Kotarbiński
- Apolinary Kotowicz (en) (1859–1917)
- Aleksander Kotsis (en) (1836–1877)
- Pavel Ossipovitch Kovalevski
- Alfred Kowalski
- Andrzej Kowalski (en) (1930–2004)
- Tomasz Kowalski
- Felicjan Kowarski (en) (1890–1948)
- Antoni Kozakiewicz
- Jacques Koziebrodzki
- Andre de Krayewski (en) (1933–2018)
- Roman Kramsztyk
- Zbigniew Kresowaty
- Léopold Kretz
- Nikifor Krynicki
- Hilary Krzysztofiak (en) (1926–1979)
- Konrad Krzyżanowski
- Wlodzimierz Ksiazek (en) (1951–2011)
- Stanisław Kubicki (en) (1889–1943)
- Alexandre Kucharski
- Jarosław Kukowski
- Tadeusz Kulisiewicz
- Zbigniew Kupczynski (en) (1928-)
- Majka Kwiatowska
- Teofil Kwiatkowski

## L
- Jean Lambert-Rucki
- David Lan-Bar
- Zygmunt Landau
- Ludwik de Laveaux
- Stéphanie Łazarska
- Jan Lebenstein
- Tamara de Lempicka
- Stanisław Lentz (en) (1861–1920)
- Wincenty de Lesseur (en) (1745–1813)
- Wilhelm Leopolski
- Edward Lepszy
- Leopold Levitsky
- Louis Lewandowski (peintre)
- Jan Lewicki
- Olga Lewicka (en) (1975-)
- Sonia Lewitska
- Benon Liberski (en) (1926–1983)
- Ephraim Moses Lilien
- Roma Ligocka
- Jakub Lipski
- Édouard Loëvy
- Mieczysław Lurczyński
- Bronisława Łukaszewicz (en) (1885–1962)
- Władysław Łuszczkiewicz

## M
- Jacob Macznik
- Jerzy Makarewicz (en) (1907–1944)
- Tadeusz Makowski
- Charles Malankiewicz
- Jacek Malczewski
- Władysław Malecki
- Kasimir Malevitch
- Andrzej Malinowski
- Eugeniusz Geno Malkowski
- Louis Marcoussis
- Adam Marczyński
- Artur Markowicz (en) (1872–1934)
- Louis-François Marteau
- Stanisław Masłowski
- Jan Maszkowski
- Jacob Markiel
- Maryan S. Maryan
- Jan Matejko
- Józef Męcina-Krzesz
- Józef Mehoffer
- Maurice Mendjizky
- Sigmund Menkès
- Blanka Mercère
- Paul Merwart
- Marian Michalik
- Piotr Michałowski
- Sigismond Valentin Myrton-Michalski
- Jacek Mierzejewski (en) (1883–1925)
- Jerzy Mierzejewski
- Ludwig von Milewski
- Adolphe Milich
- Maurycy Minkowski
- Jean Mioduszewski
- Augustyn Mirys (en) (1700–1790)
- Silvestre David Mirys (1742 - 1810)
- Ludwik Misky (en) (1884–1938)
- André Georges Mniszech
- Eugeniusz Molski (en) (1942-)
- Simon Mondzain
- Casimir Mordasewicz
- Willy Mucha
- Mela Muter
- Tadeusz Myslowski (en) (1943-)

## N
- Janusz Nawroczyński
- Yehuda Neiman
- Abraham Neumann
- Maria Nicz-Borowiakowa
- Leopold Niemirowski (en) (1810–1883)
- Eligiusz Niewiadomski
- Jean-Pierre Norblin de La Gourdaine
- Cyprian Kamil Norwid
- Zbigniew Nowosadzki (en) (1957-)
- Jerzy Nowosielski
- Leszek Nowosielski (painter) (en) (1918–2000)

## O
- Seweryn Obst (en) (1847–1917)
- Edward Okuń
- David Olère
- Seweryn Oleszczyński
- Józef Oleszkiewicz (en) (c. 1777–1830)
- Jean Olin
- Roman Opałka
- Aleksander Orłowski

## P
- Felicia Pacanowska
- Wenceslas Pająk
- Aniela Pająkówna
- Józef Pankiewicz
- Aniela Pawlikowska (en) (1901–1980)
- Michał Elwiro Andriolli
- Jean Peské
- Józef Peszka (en) (1767–1831)
- Adam Marian Pete
- Franciszek Pfanhauser (en) (1796–1865)
- Leon Piccard
- Leopold Pilichowski
- Henryk Pillati (en) (1832–1894)
- Wojciech Piechowski
- Antoni Piotruszyński
- Józef Pitschmann
- Jan Feliks Piwarski
- Casimir Pochwalski
- Władysław Pochwalski (en) (1860–1924)
- Władysław Podkowiński
- Marcin Teofil Polak
- Tadeusz Popiel (en) (1863–1913)
- Peter Potworowski (en) (1898–1962)
- Beata Poźniak
- Thomas Pradzynski (en) (1951–2007)
- Andrzej Pronaszko
- Tadeusz Pruszkowski (en) (1888–1942)
- Witold Pruszkowski
- Lucien Przepiórski
- Stanislaw Przespolewski (en) (1910–1989)
- Stanisław Poraj-Pstrokoński (1871-1954).

## R
- Aleksander Raczyński
- Anna Rajecka
- Józef Rapacki (en) (1871–1929)
- Stanislaw Rejchan
- Jan Rembowski (en) (1879–1923)
- Sam Ringer
- Henryk Rodakowski
- Janusz de Rola
- Jan Rosen (en) (1854–1936)
- Marcin Rożek (en) (1885–1944)
- Jakub Różalski
- Jan Rubczak (en) (1882–1942)
- Hanna Rudzka-Cybisowa (en) (1897–1988)
- Kanuty Rusiecki (en) (1800–1860)
- Jan Rustem
- Ferdynand Ruszczyc
- Aleksander Rycerski
- Edward Rydz-Śmigły
- Moshe Rynecki
- Józef Ryszkiewicz (père)
- Józef Ryszkiewicz (fils)

## S
- Wojciech Sadley
- Katrina Sadrak (1978-)
- Adolf Karol Sandoz
- Stanisław Samostrzelnik (c. 1490–1541)
- Wilhelm Sasnal (en) (1972-)
- Leon Schönker
- Alfred Schouppé
- Daniel Schultz
- Bruno Schulz (1892–1942)
- Zygmund Schreter
- Simon Segal
- David Seifert
- Gela Seksztajn
- Émile Eisman Semenowsky
- Kazimierz Sichulski (en) (1879–1942)
- Margit Sielska-Reich
- Jerzy Siemiginowski-Eleuter
- Henryk Siemiradzki
- Wojtek Siudmak
- Józef Simmler
- Jerzy Skarżyński
- Władysław Skoczylas
- Jerzy Skolimowski
- Leszek Skurski
- Ludomir Sleńdziński
- Wincenty Sleńdziński
- Władysław Ślewiński
- Marcel Slodki
- André Slomszynski
- Wincenty Smokowski (en) (1797–1876)
- Waldemar Smolarek
- Franciszek Smuglewicz (1745–1807)
- Aleksander Sochaczewski
- Jacek Soliński (en) (1957-)
- Kajetan Sosnowski (en) (1913–1987
- Jacek Sroka
- Kazimierz Stabrowski
- Piotr Stachiewicz
- Michał Stachowicz (en) (1768–1825)
- Julian Stanczak
- Jan Stanisławski (painter) (en) (1860–1907)
- Franciszek Starowieyski (en) (1930–2009)
- Ludwik Stasiak (en) (1858–1924)
- Henryk Stazewski (1894–1988)
- Andrzej Stech (1635–1697)
- Christo Stefanoff
- Kajetan Stefanowicz (en) (1886–1920)
- Janusz Stega
- Tomek Steifer
- Arnó Stern
- Bartholomeus Strobel
- Zofia Stryjeńska
- Władysław Strzemiński
- Adam Styka
- Jan Styka
- Janvier Suchodolski
- Zdzisław Suchodolski
- Eliezer Sussmann
- Jan Świdziński
- Alfred Swieykowski
- Marian Szczyrbuła
- Joseph Szermentowski
- Władysław Szerner
- Seweryn Szrajer
- Boguslaw Szwacz (en) (1912–2009)
- Marek Szwarc
- Stanisław Szukalski
- Włodzimierz Szymanowicz (en) (1946–1967)
- Zofia Szymanowska-Lenartowicz
- Pantaleon Szyndler (en) (1846–1905)

## T
- Albert Taljański (1854-1946)
- Waleria Tarnowska
- Stanisław Tarnowski (peintre)
- Franciszek Tepa
- Vladimir de Terlikowski
- Włodzimierz Tetmajer (en) (1861–1923)
- Franciszka Themerson
- Jules Boncza de Tomaszewski
- Stanisław Tondos (en) (1854–1917)
- Abram Topor
- Maurycy Tre̜bacz (1861-1941)
- Wincenty Trojanowski
- Trybalski
- Ian Tsionglinski
- Jacek Tylicki
- Jan Tysiewicz

## U
- Aleksandra Urban (en) (1978-)

## V
- Zygmunt Vogel (en) (1764–1826)

## W
- Zygmunt Waliszewski (en) (1897–1936)
- Władysław Wankie (en) (1860–1925)
- Walenty Wańkowicz (1799–1842)
- Ryszard Wasko (en) (1947-)
- Wacław Wąsowicz (en) (1891–1942)
- Joachim Weingart
- Wojciech Weiss
- Léon Weissberg
- Henryk Weyssenhoff (en) (1859–1922)
- Katerina Wilczynski (en) (1894–1978)
- Józef Wilkoń
- Mikołaj Wisznicki (en) (1870–1954)
- Stanisław Witkiewicz (1851–1915)
- Stanisław Ignacy Witkiewicz (1885–1939)
- Karol D. Witkowski (en) (1860–1910)
- Witold-K
- Wincenty Wodzinowski
- Kazimierz Wojniakowski (en) (1771–1812)
- Witold Wojtkiewicz
- Stanisław Pomian Wolski
- Jacek Woźniak
- Ryszard Woźniak (en) (1956-)
- Andrzej Wróblewski (en) (1927–1957)
- Leon Wyczółkowski
- Feliks Michał Wygrzywalski
- Stanisław Wyspiański

## Y
- Jacek Yerka

## Z
- Eugène Zak
- Włodzimierz Zakrzewski
- Marcin Zaleski
- Jan Zamoyski (1542–1605)
- Zawado
- Anna Ziaja (en) (1954-)
- Kazimierz Zieleniewski
- Franciszek Żmurko
- Zbigniew Żupnik
- Aleksander Żywiecki (en) (1962-)
- Jan Żyznowski